# 藤原敬生
藤原 敬生（ふじわら たかお、1958年11月5日 - 2011年8月29日）は、日本の柔道家（講道館7段）。

## 略歴

### 生い立ち
岡山県和気郡和気町出身。
町立和気中学校への入学に際し、当時バレーボールがブームだった事や自身の父親が相撲で30回以上国体へ出場した経験を持つ選手だった事もあり藤原はバレーボール部か相撲部への入部を考えていたが、和気中学校でまともに活動しているのが柔道部だけだったため同部への入部を決めた。
中学校時代は藤原の父親も指導員として毎日道場に顔を出し、技の基本を指南したという。
藤原は中学生時代に見た1972年のミュンヘン五輪に感銘を受け、この頃から自身も自然とオリンピックを目指すようになっていった。
中学3年の5月には岡山県の紅白試合に出場、当初は中学生同士の試合の予定だったが急遽初段・2段の高校生が相手となってこれを7人抜き、技量抜群で即日2段昇段。藤原は後に「3,4人目になってくると、『何だか申し訳ないな』と思う程だった」「さすがに6人目までくるとヘバりました」とこの試合を述懐し、「その後の柔道人生に大きな影響を与えた試合の1つ」とも語っている。
同じ頃、日体大を出て東京で教員を務める10歳年上の兄が浅草のラーメン屋で明治大付属中野高校の工藤欣一監督（当時）と偶然知り合い、弟・敬生のエピソードを話した所、工藤から同校へ誘われた。兄から「すぐ東京へ来い」との電話を受け、訳も分からずに1973年正月に明治大付属中野高校へ赴いたのが転機となり、既に進学する高校がほぼ決まっていた藤原だったが父親のスパルタ教育から逃げたい思いもあって上京を決意した。

### 選手として活躍
当時全国有数の強豪校であった明大中野高校での練習は明治大学や講道館への出稽古が多かったが、藤原を含め1年生は最初ひたすら受け身の練習を課された。「受け身を徹底的にやる事で首の周囲や腹筋、背筋、大腿筋が鍛えられた」と藤原。入部早々の5月には台東区の紅白試合で中学時代を上回る17人抜きの離れ業をやってのけた。
しかし、自分の兄や、同じ和気中学校から一緒に明大中野高校へ進学した同級生と共同生活をしてはいたものの、15歳の藤原は1年次の7月頃までホームシックにも掛かり、金鷲旗大会への出場のため九州に向かう時に山陽本線の和気駅を通った際には故郷への想いも一入（ひとしお）だったという。
それでも夏の合宿を終えて9月の新人戦が始まった頃から藤原の快進撃が始まり、得意とする左組からの払腰に磨きをかけて高校2年次のインターハイでは個人戦重量級で準々決勝戦まで進出しベスト8。高校3年次には、入学時に身長187cm・体重67kgだった体格も身長190cm・体重100kgまで増量し、インターハイでは前年と同様に重量級で出場して決勝に進出。しかし決勝戦で相対した天理高校の角田博英は体重150kgの巨漢で、藤原は「組んだ瞬間に『あぁ重い...』と感じた」「自分の力では動かせませんでした」と語っている。結果は判定負で、高校時代の締め括りとしてはインターハイ準優勝という結果であった。
1977年3月に高校を卒業し明治大学に進学。大学時代は山下泰裕率いる東海大学の黄金時代と丁度重なっていたためにあまり目立った成績はないが、それでも新たに習得した支釣込足を武器に個人戦では1978年2月の全日本新人体重別選手権で重量級準優勝、シニアでも1980年4月の講道館杯3位といった戦績が光る。
1981年4月に大学を卒業すると新日本製鐵に所属し、全日本実業団体対抗大会では同社の6連覇に貢献。同時に、東京代表で出場した国民体育大会でも4度の優勝を果たした。同社には後に滝吉直樹や須貝等らの後輩も続き、藤原はその人毎に鎬を削った。
個人戦では9年間の全日本強化選手を通じて全日本選手権に5年連続を含む6回出場のキャリアを持ち、1983年には準決勝戦で山下泰裕5段に敗れたものの3位入賞。
大会9連覇を達成した絶対王者・山下の引退直後の1986年同大会では10年振の全日本王者が誰になるかという事で注目を集める中、藤原は磯田雅博5段と桶川純4段を破って順調に勝ち上がり、準決勝戦では優勝候補筆頭の世界王者・斉藤仁5段を降して優勝が確実視されたが、決勝戦で新進気鋭の正木嘉美5段にあっさり敗れて悲願の初優勝は成らず。過去の対正木の戦績では圧倒的に分が良かっただけに日本武道館には暫くどよめきが起こった。
国際大会においては1983年の太平洋選手権優勝に加え、フランス国際柔道大会で趙容徹を払腰で一閃、1982年のアメリカ国際では河亨柱を支釣込足で破った試合等が特筆される。

### 突然の病と引退
「ポスト山下」の1人に数えられ、プライベートでも結婚して1歳の娘を授かり公私ともに順風満帆だった1989年、30歳の藤原は右の前腕に違和感を感じ始めた。次第に熱を帯び始め腫れも肥大化してこぶし大となり、当時所属していた新日鐵広畑の近くにある姫路市の病院で検査。「通常は結果が出るまで1-2週間掛かるという事だったが、病院を出た途端に医者が追いかけてきたため、嫌な予感がした」と藤原。医者から告げられた結果は無情にも前腕軟部組織の悪性腫瘍（ガン）であった。
翌90年の正月明けに東京の病院へ転院して入院。手術に先立ち3か月間腫瘍を叩いてこれを小さくする治療を行うと同時に、手術では右腕を切断する可能性もあったため、この間に利き手と反対の左手で文字を書いたり箸を持ったりする訓練を行った。
3月7日の手術当日、結果的に腕の切断は免れたものの、足の腓骨移植や鼠蹊部からの皮膚移植など13時間にも及ぶ大手術であった。数週間後に仮退院を許されたが、以後も月1回の抗がん剤治療を余儀なくされて下痢や味覚の変化、時には40度近い高熱にも悩まされた。それでも家族を守るため極力休まず会社には通勤したが、藤原の満身創痍の体は、競争激しい柔道界において第一線で活躍する選手として耐えれるものではなかった。結局この病がきっかけとなり、同年に現役を引退。
藤原の代名詞とも言える左の払腰は自身に対して1日に最低500本の打ち込みを課した努力の成果であり、また日本期待の大型選手と言われるまでになった身長192cm・体重115-120Kgの体格は、当時山下泰裕や松井勲、斉藤仁など他の重量級トップ選手と比較するとやや細いという指摘を受け、相撲の稽古やウエイトトレーニングを通じて筋肉増量に腐心した結果の賜物であった。
全日本大会後の観戦記で大沢慶己（のち講道館10段）を以って「資質は強化選手の中でも抜群」と言わしめた一方、1976年春の関東大会団体戦でポイントを取れず明大中野高校が敗退した際の勝負際の弱さ、インターハイ決勝の敗退等しばしばプレッシャーに潰された、言わば悲運の選手であったとも言える。

### 指導者として
引退後は会社員として新日鐵の水道施設部等で活躍する傍ら、新日鐵広畑柔道部の顧問に就任。
このほか全日本柔道連盟では総務委員といった要職を務め、国際柔道連盟公認審判員として全日本選手権等の主要大会では審判員の重責を担った。
その後は母校・明治大学柔道部の監督としても後進の指導に当たり、小川直也、吉田秀彦、矢嵜雄大ら一時代を築いた名選手達を育て上げた。
2009年夏に腫瘍が見つかり、その後は体も痩せて車椅子の生活に。
それでも気丈に振る舞って部員の海老沼匡と上川大樹をロンドン五輪に送り出す事に全精力を注ぎ、柔道部合宿には車椅子で顔を出す事さえあった。
2011年8月にパリで開催された世界選手権は千葉県松戸市の自宅からテレビで観戦。8月23日に愛弟子の海老沼が金メダルを獲得すると声を震わせて涙を流し、直後の8月29日、愛弟子の雄姿を見届けたかのように肺不全のため松戸市内の病院で息を引き取った。52歳没。
9月5日から6日にかけ青山葬儀所で執り行われた通夜・葬儀には 上村春樹全日本柔道連盟会長や山下泰裕同理事ら多くの柔道関係者のほか大学時代からの親友であるラグビーの砂村光信も駆け付け、故人の柔道界への功績に思いを馳せると共にその早過ぎる死を悼んだ。
なお、その後海老沼・上川の両選手は揃ってロンドン五輪への切符を勝ち取り、出発の直前に恩師・藤原の自宅を訪れた2人は、遺影に手を合わせると共に藤原とロンドンの街並みが合成されたパネル写真を供え、大会での奮闘を誓っている。